# 高高度気球

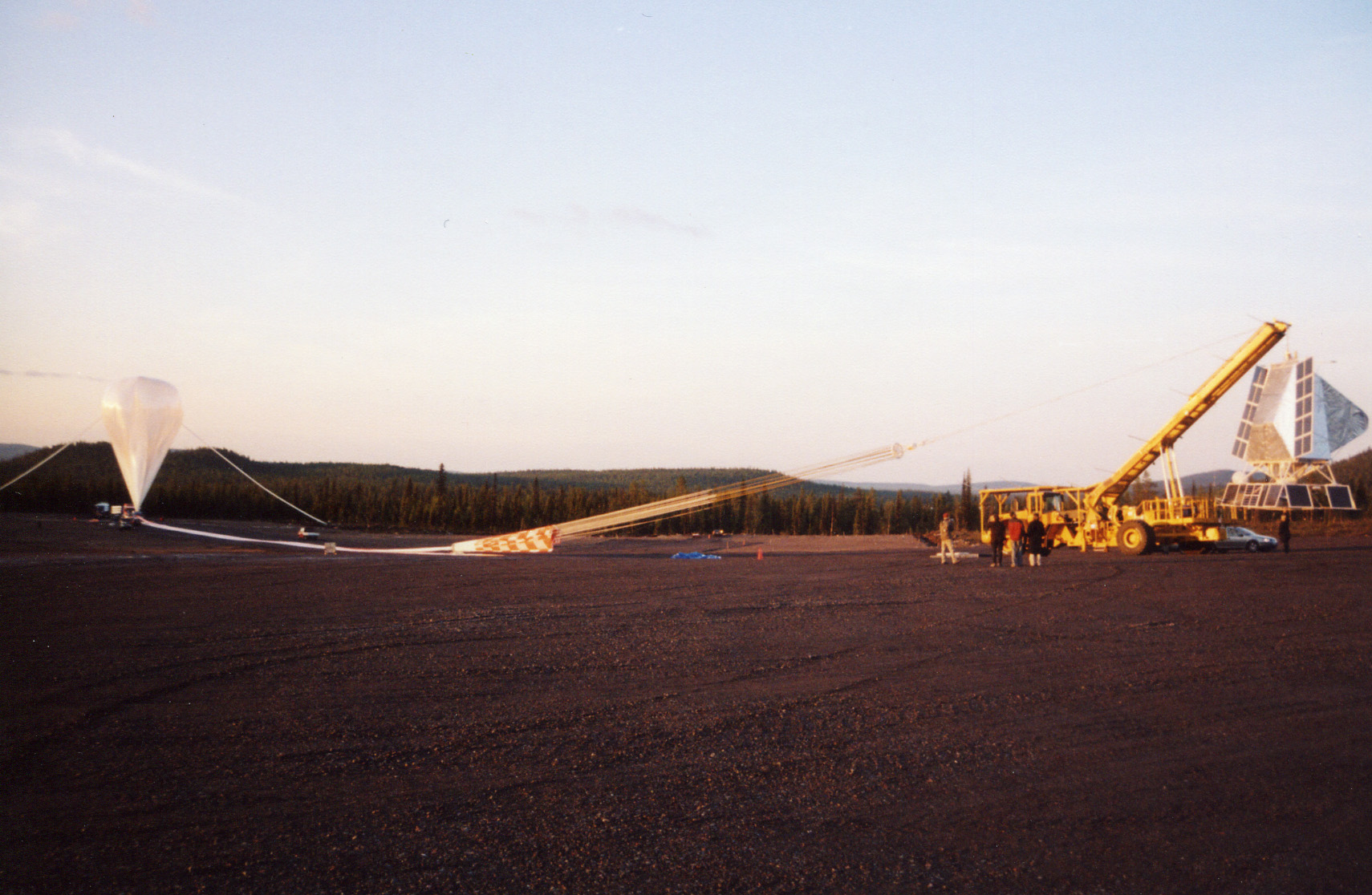
BLAST望遠鏡の高高度気球による打ち上げ準備、2005年6月12日

高高度気球（こうこうどききゅう）は、成層圏などの高層大気に放たれる気球のこと。水素やヘリウムが充填され、18 kmから53 km程度までの高さに到達する。気象観測所によって打ち上げられている気象観測用のラジオゾンデ・オゾンゾンデも高高度気球の一種である。より高くへの到達を目的とした気球は薄膜でできたものが主であり、効率的な薄膜の開発なども行われている。
現代の気球は一般的に送信機、カメラ、GPS端末などの衛星測位機器などの電子器機を乗せている。これらの気球は100分の1から1000分の1気圧という非常に空気の薄い近宇宙圏の高度まで到達する。
南極では季節風によって気球が打ち上げ位置から非常に近くに戻る性質があり、気球を主とした研究では人気の場所となっている。

## 到達高度の世界記録
ポリエチレンフィルムが使われる前の記録としては、1935年にアメリカ海軍が体積10万 m3の気球で高度22 kmに到達したのが最高到達高度であった。1972年にNASAによって体積150万 m3の気球が高度51.8 kmに到達した記録は30年間破られなかったが、2002年5月23日に、宇宙科学研究所が厚さ3.4 μmのポリエチレンフィルムを使ったBU60-1号機（直径53.7 m、体積6万 m3）を使って高度 53.0 kmに到達し、世界記録を30年ぶりに更新した。2013年9月20日には、宇宙航空研究開発機構(JAXA)が超薄膜高高度気球の飛翔性能試験（BS13-08）を実施し、到達高度53.7 kmを記録して到達高度の世界記録を更新した。体積は8万 m3、気球の厚さは2.8 μmであり、世界で最も薄い気球用フィルムを使用した。

## 利用
高高度気球で最も古く、最も一般的なものは観測気球である。高高度気球に積んださまざまな計器装置によって磁場現象や大気流、宇宙線やオゾン層など多くの分野での科学的データの収集が可能であり、細密な気象観測が可能になる。また、天体観測用の機材を組み込むことで対流圏のような低層大気中よりも効率のよい天体観測も可能である。
また、高層大気の実験プラットフォームとして利用されるほか、高高度から実験装置を落下させることによって微小重力実験を行う試みもあり、微小重力環境での材料化学実験などが行われる。
CubeSatと比べても遙かに安価なため、研究室レベルの小規模な研究や複数回の調査が必要な研究など、予算が限られていても実施しやすいという利点がある。
冷戦中にはゲネトリクス計画で軍事偵察用としても使われ、現代でも2023年中国気球事件など中国が偵察気球を放っていることが知られている。

## ホビーとして
2000年代後半から、デジタルカメラなど機材の低コスト化・高性能化・軽量化が進んだため、アメリカやイギリスを中心に研究機関以外にも個人で気球を自作し、高高度から地球の撮影を行う「アースウォッチング」と呼ばれる新興のホビーが行われている。日本国内では様々な法令による縛りがあるためなかなか普及しなかったが、2010年（平成22年）頃からバルーンによる成層圏からの写真撮影を行う複数の団体・個人が現れはじめた。実施する際は現地の航空法に従う必要がある。

## 宇宙旅行への利用
高高度気球を使って、ロケットによる宇宙旅行よりも安価に宇宙旅行（宇宙遊覧）を行うことを目指している企業が複数ある。アメリカアリゾナ州を拠点とするWorld View Enterprises社、フロリダに所在するSpace Perspective社、スペインを本拠とすZero2infinity社などが存在する。乗客が搭乗する部分は与圧キャビンにされて外部環境から保護される。ヴァージン・ギャラクティック社のスペースシップツー等のようにロケットで弾道飛行する場合は、最高高度に滞在するのはわずか数分間であるのに対してWorld View社やSpace Perspective社の気球は高度30 kmの成層圏に数時間滞在する計画であり、ヴァージン・ギャラクティック社の旅行費用250,000ドルに対して、World View社の旅行代金は75,000ドル、Space Perspective社では125,000ドルである。日本でも岩谷技研が高高度気球を使った有人飛行サービスを目指している。

## 機材

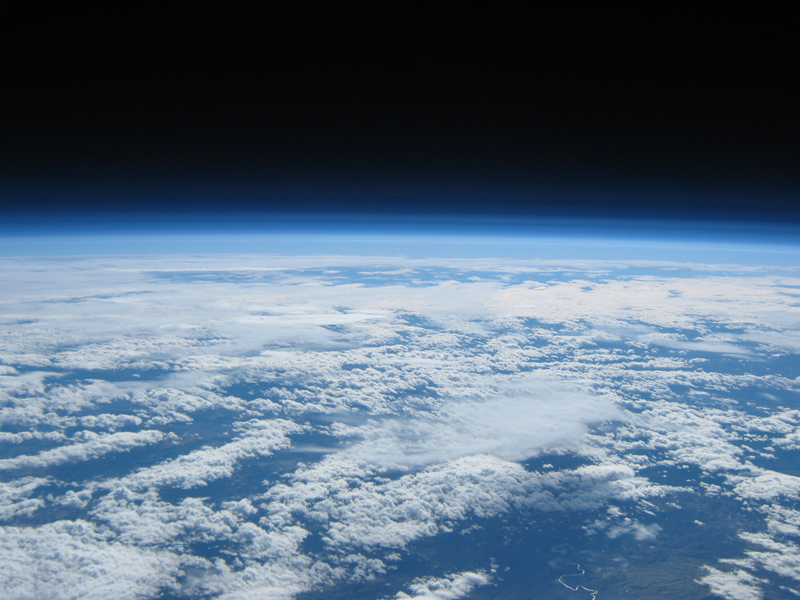
オレゴン州約30kmの上空から撮影。1500gの気象観測気球を利用。

大学の小規模な研究や個人のホビーで利用されるカメラは、比較的安価で軽量なキヤノンのPowerShot Aシリーズがよく用いられている(右の写真もPowerShot A470）。高高度では低温のため、バッテリーの性能低下（電圧低下、容量の減少、他）などに注意を要する。
18,000 m (59,000 ft)以上の高度では対共産圏輸出統制委員会(COCOM)規制の名残で大陸間弾道ミサイルのような用途への搭載を防ぐためにデバイスによってはGPSが利用できない場合がある。

### ゼロプレッシャー気球
太陽光によって内部のガスが膨張したら逆止弁からガスを逃がし、夜間はバラストを投下して高度を維持する。

### スーパープレッシャー気球
昼間に太陽光によって内部のガスが膨張しても逃がさない構造で球皮に強度を要する。ガスを放出しないので長期間高高度を維持できる。地球の大気圏だけでなく金星や火星の大気での長期間の観測に使用する計画もある。